# Établissement public territorial Est Ensemble
L'Établissement public territorial Est Ensemble est une structure intercommunale française, créée le 1er janvier 2016 dans le cadre de la mise en place de la métropole du Grand Paris et située dans le département de la Seine-Saint-Denis en région Île-de-France. Elle regroupe les communes de Bagnolet, Bobigny, Bondy, Le Pré-Saint-Gervais, Les Lilas, Montreuil, Noisy-le-Sec, Pantin, Romainville. Cette structure succède à une communauté d'agglomération du même nom créée en 2010 et qui avait le même territoire. Est Ensemble regroupait en 2018 une population totale de 426 389 habitants.

## Historique
Des réflexions étaient menées depuis les élections municipales de 2008 en vue de la création d'une intercommunalité dans le centre du département de la Seine-Saint-Denis pouvant regrouper dix villes : les neuf qui se sont unies et Rosny-sous-Bois. Cette réflexion succède à un projet avorté en 2005, qui aurait pu réunir Bagnolet, Le Pré-Saint-Gervais, Les Lilas et Romainville.
La communauté d'agglomération Est Ensemble est créée par arrêté préfectoral du 17 décembre 2009 la fondant à dater du 1er janvier 2010.
Comptant 399 300 habitants en 2012, elle est formée de neuf communes du centre-ouest du département et est alors la deuxième intercommunalité à fiscalité propre d'Île-de-France par sa population après Plaine Commune, située dans le même département.
Dans le cadre de la mise en place de la métropole du Grand Paris, la loi portant nouvelle organisation territoriale de la République du 7 août 2015 (Loi NOTRe) prévoit la création d'établissements publics territoriaux (EPT), qui regroupent l'ensemble des communes de la métropole à l'exception de Paris, et assurent des fonctions de proximité en matière de politique de la ville, d'équipements culturels, socioculturels, socio-éducatifs et sportifs, d'eau et assainissement, de gestion des déchets ménagers et d'action sociale. Les EPT exercent également les compétences que les communes avaient transférées aux intercommunalités supprimées.
L'EPT Est Ensemble créé par un décret du 11 décembre 2015 succède à la communauté d'agglomération Est Ensemble, avec la même composition.

## Territoire communautaire de l'établissement

### Communes membres
Est Ensemble est composée des communes suivantes :

| Nom                  | Code Insee | Gentilé       | Superficie (km2) | Population (dernière pop. légale) | Densité (hab./km2) |
| -------------------- | ---------- | ------------- | ---------------- | --------------------------------- | ------------------ |
| Romainville (siège)  | 93063      | Romainvillois | 3,44             | 35 314 (2022)                     | 10 266             |
| Bagnolet             | 93006      | Bagnoletais   | 2,57             | 41 776 (2022)                     | 16 255             |
| Bobigny              | 93008      | Balbyniens    | 6,77             | 55 270 (2022)                     | 8 164              |
| Bondy                | 93010      | Bondynois     | 5,47             | 51 066 (2022)                     | 9 336              |
| Les Lilas            | 93045      | Lilasiens     | 1,26             | 23 262 (2022)                     | 18 462             |
| Montreuil            | 93048      | Montreuillois | 8,92             | 110 758 (2022)                    | 12 417             |
| Noisy-le-Sec         | 93053      | Noiséens      | 5,04             | 45 915 (2022)                     | 9 110              |
| Le Pré-Saint-Gervais | 93061      | Gervaisiens   | 0,7              | 16 733 (2022)                     | 23 904             |
| Pantin               | 93055      | Pantinois     | 5,01             | 60 954 (2022)                     | 12 166             |

### Géographie

#### La Plaine de France, lieu de développement des grandes infrastructures
La Plaine de France qui s’inscrit sur les communes de Pantin, Bobigny, Romainville, Noisy-le-Sec et Bondy, n’a opposé aucun obstacle aux développements urbains et d'infrastructures de transports, du fait de sa topographie peu marquée.
Les routes nationales 2 et 3, qui sont des voies historiques du territoire, se sont naturellement inscrites au sein de cette plaine afin de connecter les anciens bourgs du territoire à Paris, en ligne droite.
La voie ferrée (empruntée aujourd’hui essentiellement par le RER E et les trains grandes lignes), ainsi que les gares de Bobigny / Pantin et Noisy-le-Sec y prennent place et s’inscrivent ainsi naturellement au sein de la plaine. Le tracé profite du faible dénivelé au pied des buttes de Romainville, du plateau d'Avron et du plateau de l'Aulnoye.

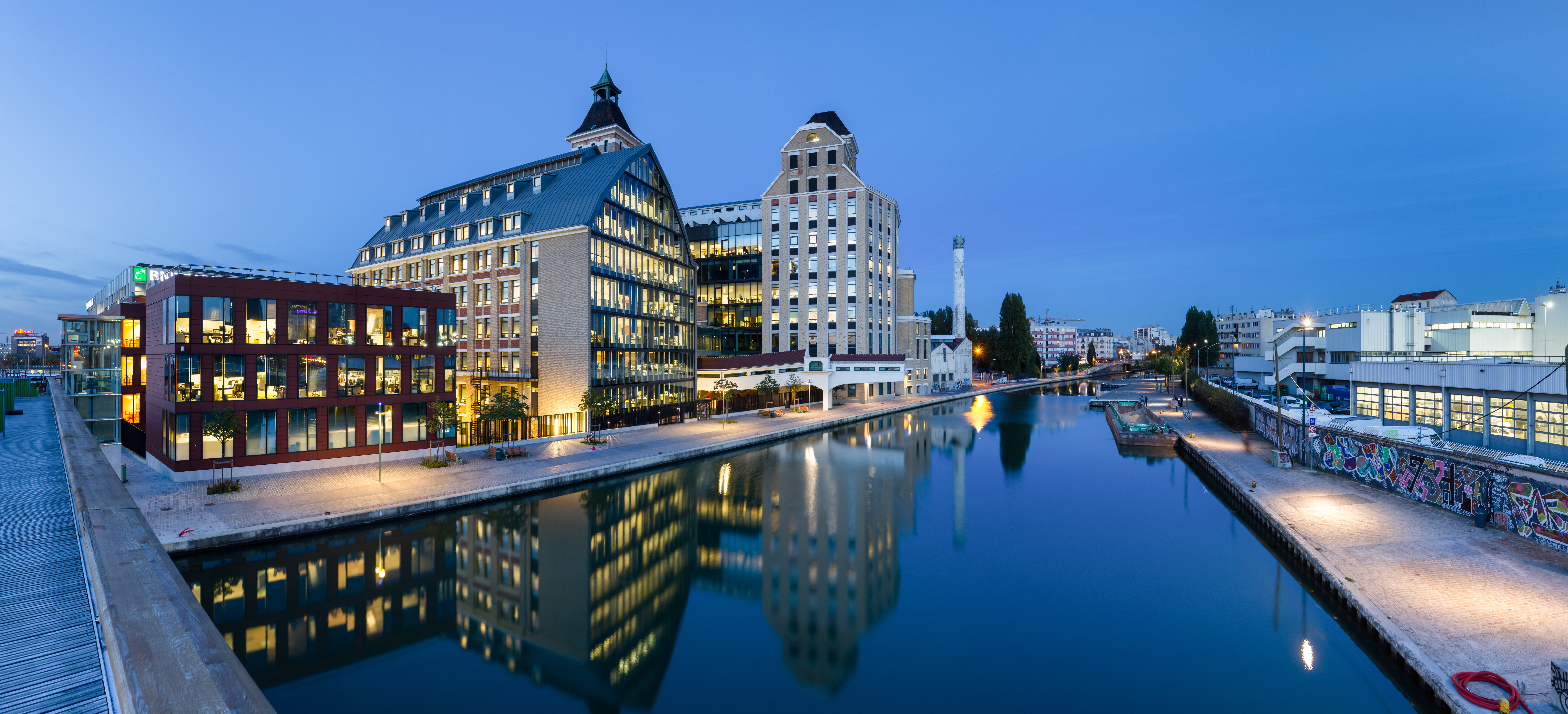
Bords du Canal de l'Ourcq, Pantin

Le canal de l’Ourcq s’inscrit également dans cette vaste plaine en pente très douce, à partir de son aménagement entre 1802 et 1822.
Vectrices de facilités de transports ou génératrices de nuisances, ces infrastructures ont conduit au développement de vastes secteurs d’activités au sein de la Plaine de France. Ces secteurs associés à des emprises importantes ont également tiré parti de la topographie peu marquée pour se développer.

#### Les coteaux de la butte de Romainville, espaces de défense en partie transformés en espaces de loisirs
La butte de Romainville est associée à des coteaux relativement pentus, notamment au nord de la butte, ainsi qu’à des corniches.
Cette situation topographique particulière dégage des vues paysagères propices à l’aménagement de forts dans le cadre de la création de l'enceinte de Thiers visant à protéger Paris dans les années 1840.

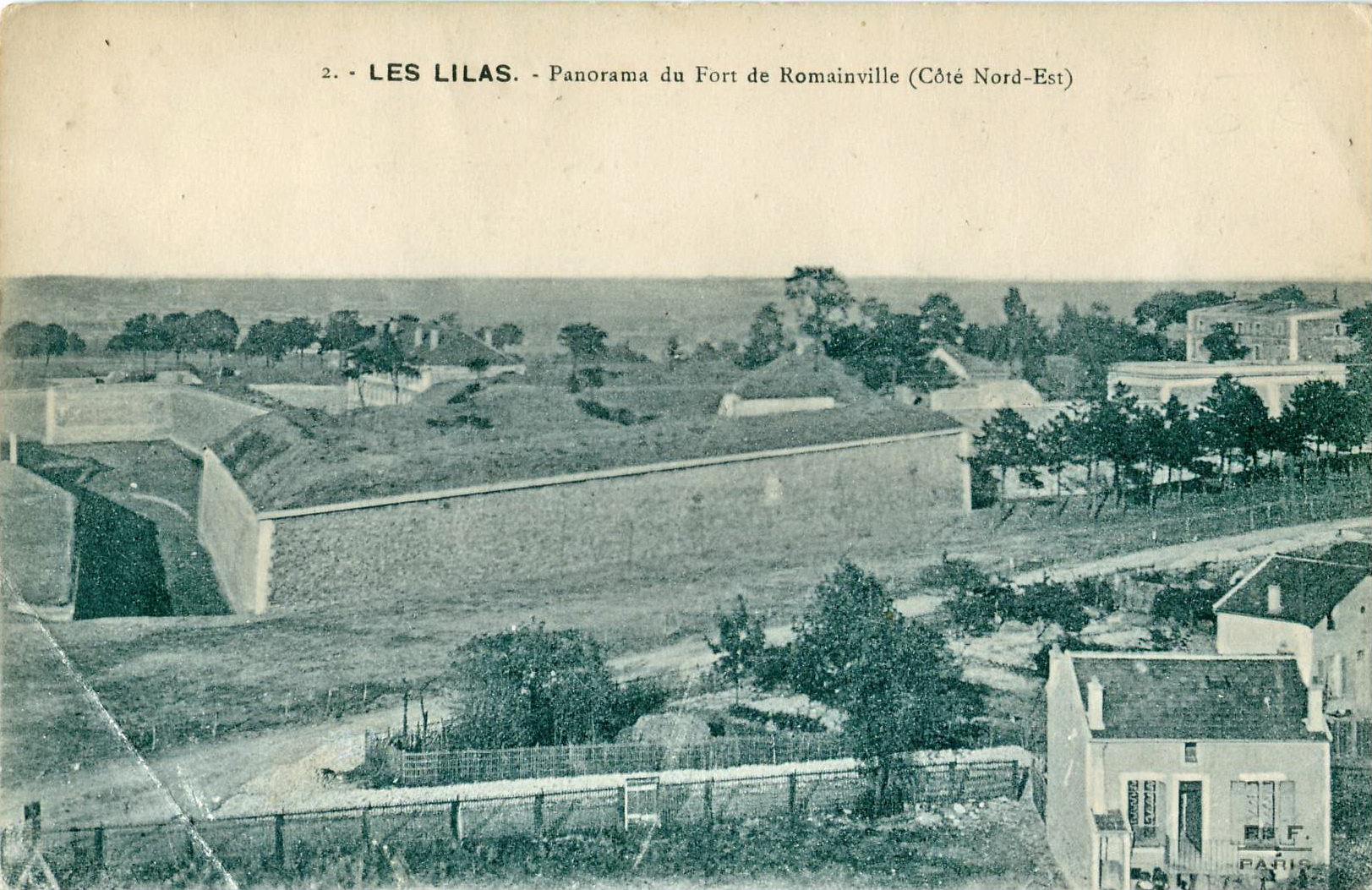
Panorama du Fort de Romainville, Les Lilas

Les coteaux, constituent ainsi des lieux à la fois patrimoniaux, du fait de la présence de ces forts, mais présentant également des complexités d’aménagement plus importantes. Ces difficultés d’aménagement ainsi que les vues offertes au nord ont encouragé les communes à y maintenir les boisements denses.
Sur les coteaux moins pentus, des secteurs pavillonnaires prennent place. Le bâti de petite dimension et la surface importante de jardins est en mesure de s’adapter plus facilement aux espaces de coteaux difficilement aménageables. De plus, le sol argileux et la présence d'anciennes carrières limitent (voire interdisent) la profondeur des fondations, obligeant à des constructions de faible hauteur.

#### Les plateaux de la butte de Romainville et le bas-Montreuil, lieux de vie du territoire
Les plateaux de la butte de Romainville et le bas-Montreuil disposent d’une topographie peu marquée propice au développement urbain. Le haut de la butte bénéficie d’une situation de promontoire ouvrant des vues, tandis que le bas-Montreuil se situe au débouché d’un thalweg qui forme un vaste amphithéâtre exposé au soleil. Sur ces deux secteurs, des tissus urbains de formes variées prennent place : faubourgs, zones pavillonnaires, grands ensembles formant un patchwork urbain.

#### Du passé au projet: 3 territoires en développement
L’histoire géographique du territoire d'Est Ensemble et son développement urbain au cours des siècles marquent des dynamiques différentes selon les secteurs. Cette morphogénèse fait apparaître trois morceaux interdépendants, d’abord entités géographiques et devenus avec la construction intercommunale des territoires d’entrainement, inscrits au Plan local d'urbanisme :
- La Plaine de l’Ourcq, lieu d’infrastructures et de projets ;
- Le Parc des Hauteurs, centre d’Est Ensemble délimité par le plateau de Romainville ;
- Le Faubourg, lieu de vie et d’intensité du territoire, lieu réceptacle de l’entrainement et des nuisances de sa voisine, Paris.

### Histoire

#### Ancien Régime
Les premières occupations du territoire remontent au néolithique (5800 à 2500 ans avant notre ère), plusieurs découvertes archéologiques ayant mis au jour des éléments datant de cette période et après. A l’époque gallo-romaine, quelques villae romaines structurent cet espace et en exploitent les terres.
A l’exception des Lilas, les bourgs qui constituent aujourd’hui les communes d’Est Ensemble sont déjà présents dès le Haut Moyen-Age. Ils prennent place dans la plaine au nord du plateau (Bobigny, Bondy, Noisy-le-Sec, Pantin) ou au creux d’une combe ou d’un talweg du plateau (Le Pré-Saint-Gervais, Romainville, Bagnolet, Montreuil). Ils ne dépassent pas quelques centaines d’habitants, à l’exception de Montreuil, qui compte déjà plusieurs milliers d’habitants grâce à sa proximité avec Vincennes. De grands domaines isolés jalonnent également cet espace. Les terres sont la propriété de seigneurs locaux, notables de la cour et des grandes abbayes (Saint-Denis, Saint-Maur ou encore Saint-Martin-des- Champs)
Le territoire d'Est Ensemble est alors rural, composé de champs, de bois et de forêts. Les plaines au nord et au sud du plateau accueillent des cultures ouvertes et du maraîchage, tandis que les coteaux sont occupés par des cultures fruitières (vergers et vignes). Ces cultures permettent aux bourgs d’assurer leur subsistance et alimentent Paris, qui compte déjà plusieurs centaines de milliers d’habitants.
Les eaux des sources du plateau de Romainville, appelées « Sources du nord », sont réputées pour leur qualité et leur richesse en minéraux. Elles sont captées dès le milieu du Moyen-Age pour alimenter les ensembles religieux du nord-est parisien en eau potable. Deux aqueducs souterrains sont construits : l'un vers la léproserie Saint-Lazare, l'autre vers Saint-Martin-des-Champs. Prolongés dans Paris, ils alimentent les fontaines du nord-est parisien jusqu’aux halles. À partir du XVIIe siècle, un troisième aqueduc alimente l'hôpital Saint-Louis. Les eaux de Montreuil (sources et eaux pluviales) sont également captées dès 1260 pour alimenter le château de Vincennes.
La seule grande voie de communication est celle reliant Paris à Meaux. Il s’agit d’une route royale plantée d’arbres, rectiligne de Paris jusqu’à Livry-Gargan. Les bourgs de Pantin et Bondy se développent en rapport avec cette route (un péage est même installé à Bondy à partir de 1115). Au nord de cette dernière, la Route des Petits Ponts relie Paris à Thieux via Aulnay-sous-Bois et traverse la plaine au nord de Bobigny. Deux routes de moindre importance desservent les autres communes depuis Paris : celle entre Paris et Rosny via Montreuil, et celle entre Paris et Bondy, via Bagnolet, Romainville et Noisy-le-Sec. L’ensemble du territoire est quadrillé de chemins agricoles, sur lesquels s’appuieront les futurs réseaux viaires.
Dès les XVIe et XVIIe siècles, le gypse du plateau de Romainville commence à être exploité. Des plâtrières fleurissent sur les coteaux du plateau et constituent une activité importante du secteur, employant de nombreux ouvriers.

#### Première moitié du XIXème siècle: un territoire structuré par les infrastructures de transport et les ouvrages défensifs

##### Aménagement du canal de l'Ourcq
Le besoin de Paris en eau potable, ainsi que son approvisionnement en bois de chauffage et de construction tirés de la forêt de Retz motivent la canalisation de l’Ourcq dès 1560. Des travaux de canalisation et de modernisation sont entrepris tout au long du XVIIe siècle. Devant l’accroissement du besoin en eau potable et la nécessité d’offrir une navigation plus directe et plus sure depuis le nord-est, il est décidé en 1802 de capter les eaux de l’Ourcq. Le projet soumis par l’ingénieur Pierre-Simon Girard en 1804 répond à trois enjeux :
- Un canal navigable, et donc avec une vitesse de flux lente,
- Un canal cheminant de l’eau potable, pour laquelle il faut absolument éviter les eaux stagnantes (tels dans les biefs d'écluses).
- Un canal permettant d’alimenter les canaux Saint-Martin et Saint-Denis, conçus dans le but d'éviter aux bateaux la traversée de Paris par la Seine, dont les courants vifs et non régularisés présentent encore un danger.

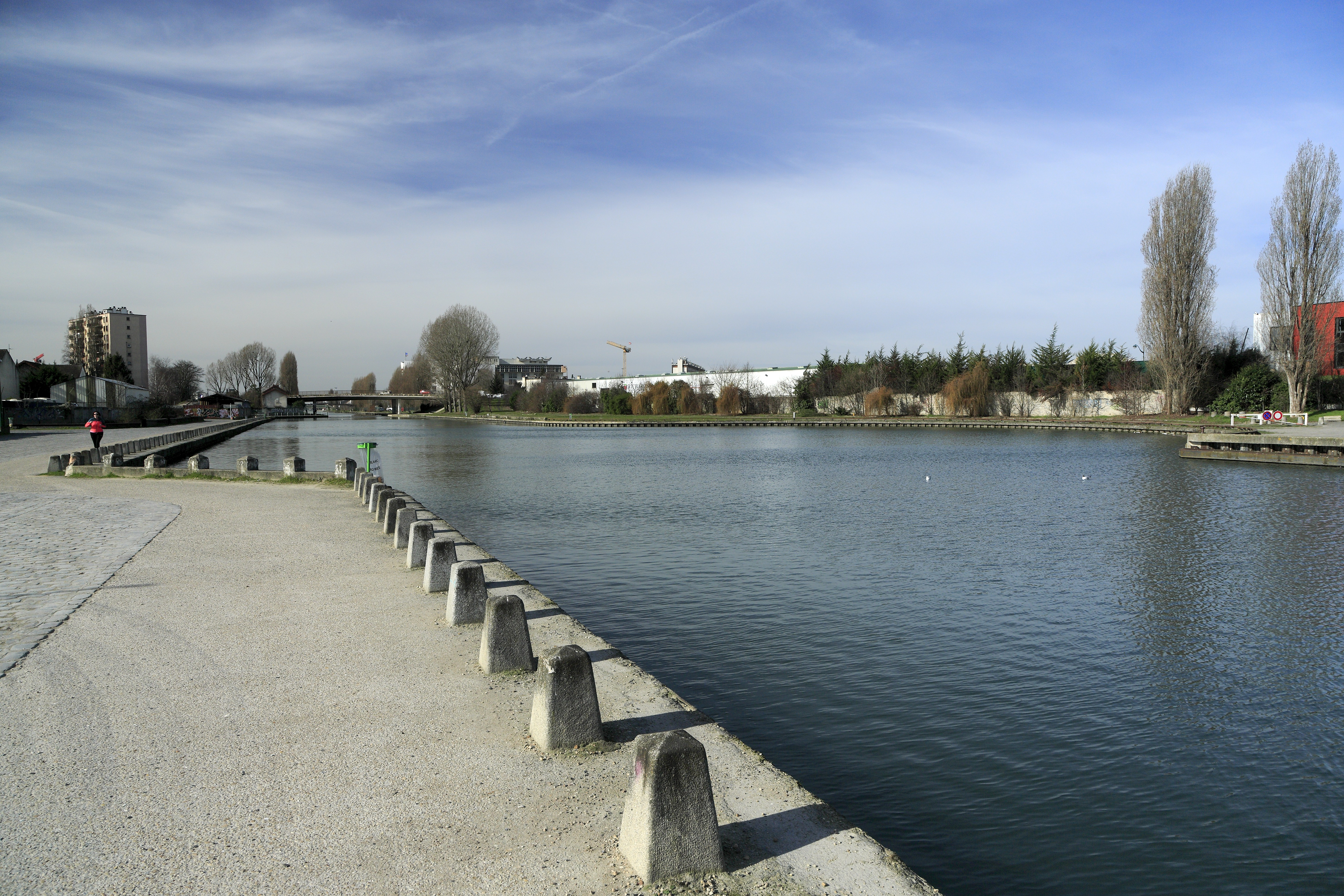
Canal de l'Ourcq à Bondy

Un canal de dérivation de la rivière de l'Ourcq est aménagé vers un bassin situé près de la Villette, qui sert de bassin de partage entre les canaux de l’Ourcq, Saint-Martin et Saint-Denis. Les travaux débutent en 1804 et s’achèvent progressivement en 1822.
Le canal de l’Ourcq traverse la plaine au nord du plateau de Romainville, suivant le tracé de la route royale de Paris à Meaux, ne formant un coude que pour éviter le village de Pantin. Le ru de Montfort, à Bobigny, est canalisé pour alimenter le canal. Ce dernier marque une rupture dans la plaine, isolant notamment le bourg de Bobigny. Cinq ponts permettent d’enjamber le canal : un à Pantin, un à Bobigny et trois à Bondy.

##### Transformation du territoire d'Est Ensemble
Après la Révolution, les grands domaines qui constellent le territoire sont nationalisés et/ou revendus. Les châteaux de Bobigny , Bondy, Romainville, des Bruyères et de Tillemont sont petit à petit démolis au cours du siècle.

De la fin du XVIIIe au milieu du XIXe siècle, le phénomène de la plaisance gagne le territoire. Les bourgeois et notables parisiens sont attirés par le cadre bucolique et champêtre des communes du plateau, ainsi que de ses vues dégagées, son air pur et son eau de qualité. Les promeneurs se rendent aussi au bois de Romainville et à la forêt de Bondy. Des lieux de plaisir (guinguettes, cabarets) voient le jour au Pré-Saint-Gervais, au bois de Romainville, à Bondy et Bagnolet, tandis que bourgeois et notables s’y font construire des maisons de plaisance. Des entrepreneurs aménagent des lotissements pavillonnaires, à l’instar de la Villa du Pré en 1830. Enfin, les premiers réseaux d’omnibus sont mis en place pour relier Paris.
La première moitié du XIXe siècle voit émerger les premières initiatives communales de construction d’équipements. Auparavant logées au sein de logements privés ou des presbytères, les mairies et écoles sont les premiers équipements publics à part entière construits par les municipalités. Chef-lieu de canton, Pantin accueille également des bâtiments de Gendarmerie et de Justice de Paix.
En 1823, le décret sur les sépultures établit que les tombes doivent être mises en dehors de la muraille des villes. Les cimetières des différents bourgs, alors situés à proximité des églises, sont déplacés en sortie de ville, hors des zones urbanisées.
La Loi relative à l'établissement des grandes lignes de chemin de fer en France prévoit la conception d’un grand réseau de chemin de fer en étoile depuis Paris : « l’étoile de Legrand ». La Compagnie du chemin de fer de Paris à Strasbourg est créée le 15 décembre 1845 et lance la construction du chantier de la ligne de Paris à la frontière d'Allemagne, par Nancy et Strasbourg. Le tronçon de Paris à Meaux est ouvert le 5 juillet 1849.

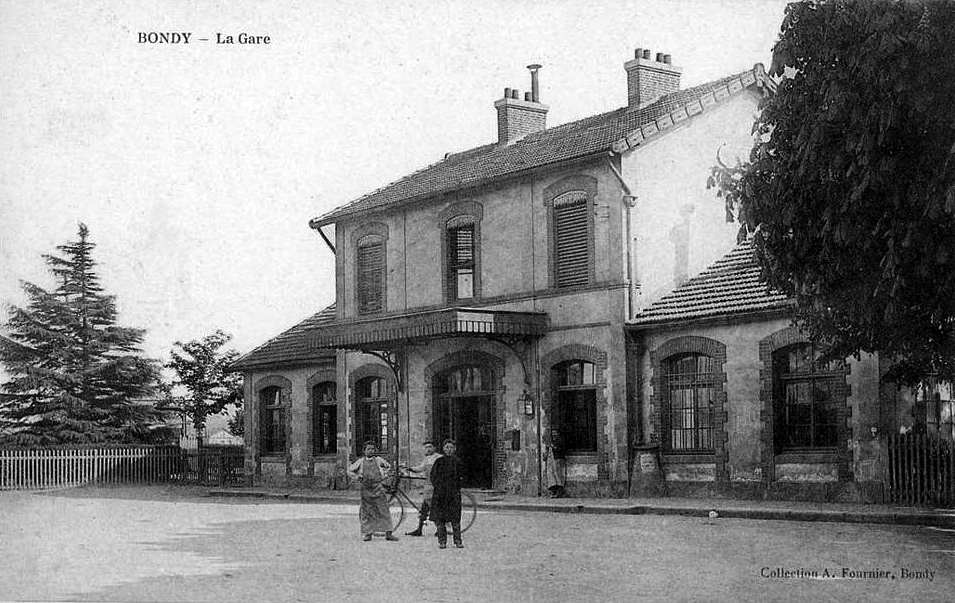
Illustration de la Gare de Bondy, 1900

Cette ligne va marquer le paysage du territoire, créant une nouvelle rupture, mais permettant le développement de certaines communes. Deux haltes sont construites à Bondy et Noisy-le-Sec dès 1849. La fréquentation des haltes encourage la compagnie à ériger de véritables gares. Celle de Noisy-le-Sec est transformée en gare de bifurcation à la suite de l’ouverture d’un embranchement vers Mulhouse en 1853. Le bourg agricole de Bondy voit arriver une population d’ouvriers parisiens, tandis que Noisy-le-Sec se transforme en ville cheminote, avec l’aménagement d’un dépôt, d’un atelier et d’une gare de triage. La gare de Pantin voit quant à elle le jour en 1864.

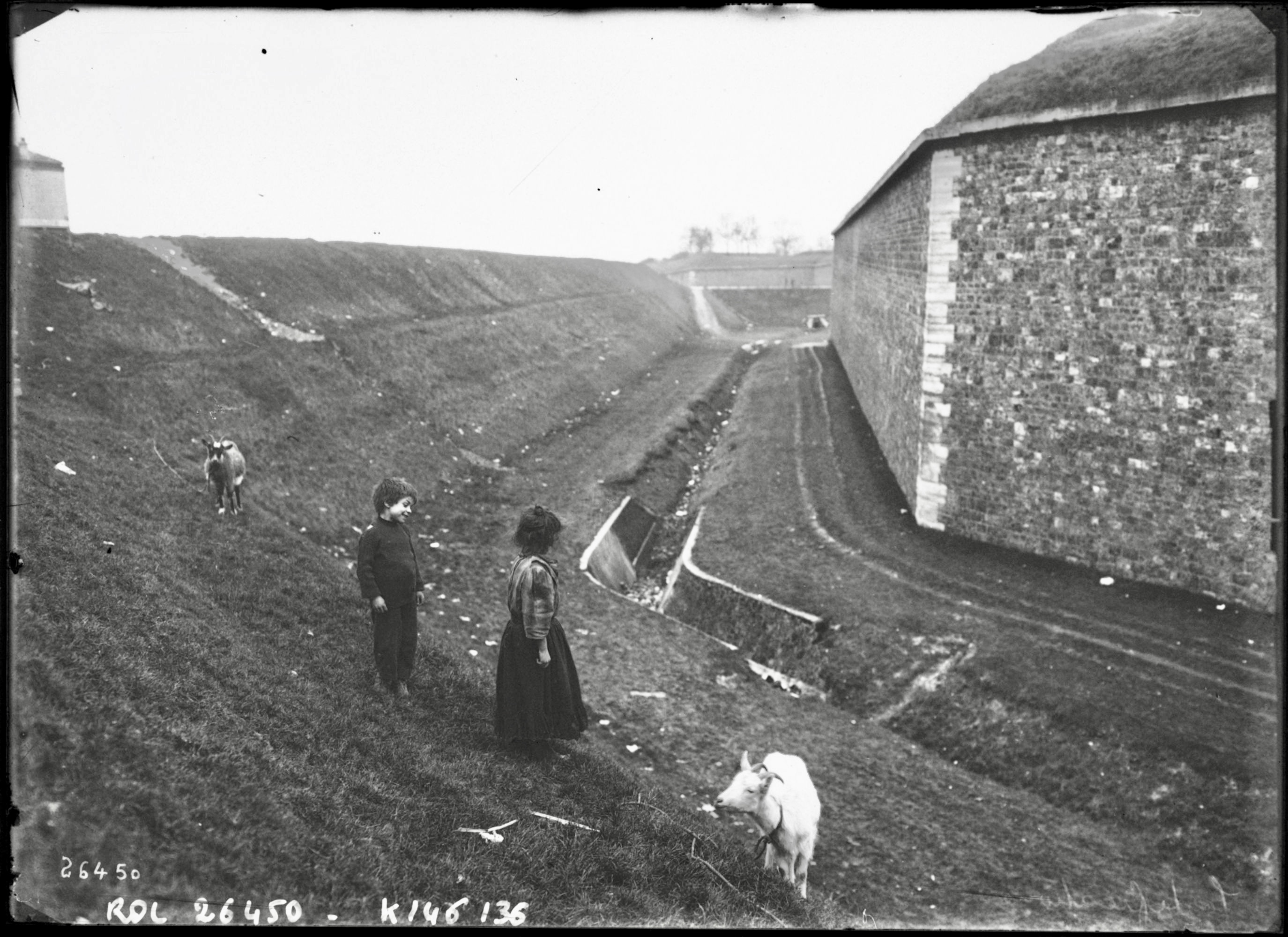
L'enceinte de Thiers et sa zone de défense, début XXe siècle.

En 1840, le gouvernement prend la décision de faire ériger une enceinte de fortifications autour de Paris. Présentée par le ministre des Affaires étrangères de l'époque, Adolphe Thiers, sa construction dure de 1841 à 1844. Longue de 33 km et englobant une superficie de 78 km2, elle est composée de bastions, portes, murs d’escarpe ou encore d’une ligne de chemin de fer. Au-devant des murs sont aménagés un fossé sec de 40 m, une contrescarpe et un glacis de 250 m, inscrit comme zone non aedificandi (zone non constructible).
Cette enceinte est complétée de 16 forts détachés, situés à 5 km, accompagnés d’ouvrages complémentaires (redoutes et lunettes d’artillerie). Ces différents ouvrages sont reliés par une route stratégique, permettant les communications rapides. Le territoire d’Est Ensemble est ainsi marqué par la construction des forts de Rosny, Noisy, Romainville et Aubervilliers, des redoutes de Montreuil et de la Renardière, de la lunette de Noisy, ainsi que de fortifications comme au Petit Pantin ou sur le canal de l’Ourcq. Ces ouvrages défensifs structurent le territoire en créant des espaces « durs », limitant l’urbanisation.

#### À partir de 1850: 100 ans d'industrialisation et de développement urbain
La loi du 16 juin 1859 permet à Paris d’étendre ses limites directement jusqu’à l’enceinte de Thiers et d’annexer les communes qu’elle englobe. Certaines communes sont ainsi entièrement absorbées par Paris, d’autres partiellement, leur partie située à l’extérieur des murs restant territoire communal ou étant rattaché à d’autres communes. Montreuil, Bagnolet, Le Pré-Saint-Gervais et Pantin voient leurs limites modifiées et se retrouvent aux portes de la Capitale. Elles s’inscrivent alors dans une dynamique de faubourgs, accueillant les activités industrielles et agricoles rejetées en dehors des limites de Paris par les grands travaux d’Haussmann. Des débits de boissons s’installent également aux portes de Paris afin d’échapper à l’octroi sur le vin.
Si les premières industries voient le jour dans la première moitié du XIXe siècle (filatures et fabrique de matériel ferroviaire à Pantin, fabrication de peinture à Montreuil ou de colorants alimentaires aux Lilas), il faut attendre les années 1860 pour voir des industries s’installer massivement en banlieue. Les activités du centre de Paris sont repoussées dans les nouveaux arrondissements périphériques, tandis que les établissements incommodes et polluants sont rejetés en dehors des limites de la ville. À partir des années 1860, l'industrialisation des communes limitrophes de Paris s'accélère, profitant surtout aux grands espaces bien desservis comme le Bas-Montreuil ou Pantin.
À l’inverse de la plaine Saint-Denis, qui voit l’aménagement de grands sites d’industrie lourde, polluants et générateurs d’emplois peu qualifiés, l’est parisien accueille une industrie plus diversifiée, associant artisanat et industrie de pointe, nécessitant une main-d’œuvre qualifiée. Elle est principalement liée à la chimie, aux arts du feu et au travail du bois.
L’explosion industrielle tient également au développement du chemin de fer. Les emprises ferroviaires présentes sur le territoire se décuplent, accueillant gare de marchandises (Pantin), gares de triage (Bobigny-Pantin, Noisy-le-Sec) ou encore dépôts et ateliers (Gare de Noisy-le-Sec|Noisy-le-Sec). Une population ouvrière importante s’installe à proximité de ces gares, travaillant directement pour l’activité ferroviaire ou utilisant ce moyen de transport pour travailler à Paris, notamment aux abattoirs de La Villette, qui ouvrent leurs portes en 1867.
L’activité agricole recule ainsi nettement, de même que l’exploitation des carrières de gypse. La majorité de la population des communes est alors ouvrière. L’activité agricole et maraichère subsiste néanmoins sur les zones plus difficiles à urbaniser (comme les coteaux) ou éloignées (comme la plaine autour de Bobigny et Bondy).
En 1867 nait la dernière commune d’Est Ensemble : Les Lilas, résultant de la séparation du lotissement du Bois de Romainville avec le bourg ancien. Son ban communal résulte d’un regroupement de terres soustraites aux communes de Pantin, Romainville et Bagnolet.
Le territoire est assez affecté par les affrontements de la guerre de 1870. Bobigny est ainsi quasi- entièrement détruite, tandis que Bondy est très endommagée par les combats.

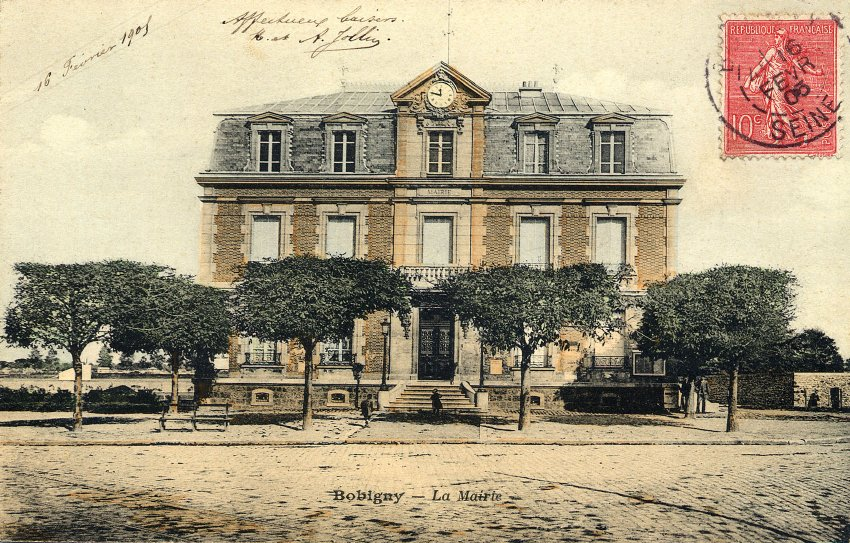
Ancienne Mairie de Bobigny, 1905

Le développement soudain et régulier, l’étalement urbain, ainsi que les grandes lois de la IIIeme République encouragent les communes à se doter d’équipements publics. Mairies, écoles, postes et télégraphes, gendarmeries, salles des fêtes, églises, crèches, justices de paix ou encore dispensaires fleurissent entre 1870 et 1914. Les centres anciens sont réagencés pour créer une véritable centralité. Des boulevards plantés, places et squares sont aménagés. Des équipements de proximité (principalement des églises et des écoles) sont construits au sein des nouveaux quartiers pour accompagner leur développement.
Les réseaux d’eau courante, d’électricité, de tramways et du métropolitain sont mis en service au début du XXe siècle dans les communes limitrophes de Paris, renforçant leur dimension de faubourgs de la Capitale.
Au cours des années 1890, la Grande Déflation occasionne de nombreuses fermetures d’usines, au sein d'un réseau de sous-traitance très sensible aux variations de la conjoncture économique. Le secteur connaît néanmoins une forte reprise dès 1905.
Dans la première moitié du XXe siècle, la population ouvrière des communes met au pouvoir des maires socialistes et communistes, qui engagent des actions urbaines et sociales fortes, notamment autour du logement et de l’hygiène. Des immeubles Habitation à bon marché (HBM), cités-jardins, crèches, bains-douches, piscine, stades, usines de pompage et de traitement des eaux voient le jour pour favoriser le développement des quartiers et l’accès au logement et à l’hygiène pour leurs habitants.
Déclassée par la loi du 19 avril 1919, l’enceinte de Thiers est progressivement détruite jusqu’en 1929. Les terrains vagues sont lotis à partir des années 1930, principalement de logements sociaux (immeubles HBM), mais aussi de logements privés, d’équipements sportifs, de parcs et de lieux d'exposition. Les communes limitrophes se voient amputées d’une partie de leur territoire et se trouvent alors en contact direct avec l’urbanisme parisien.

### Depuis 1939: un territoire en reconstruction et rénovation urbaine

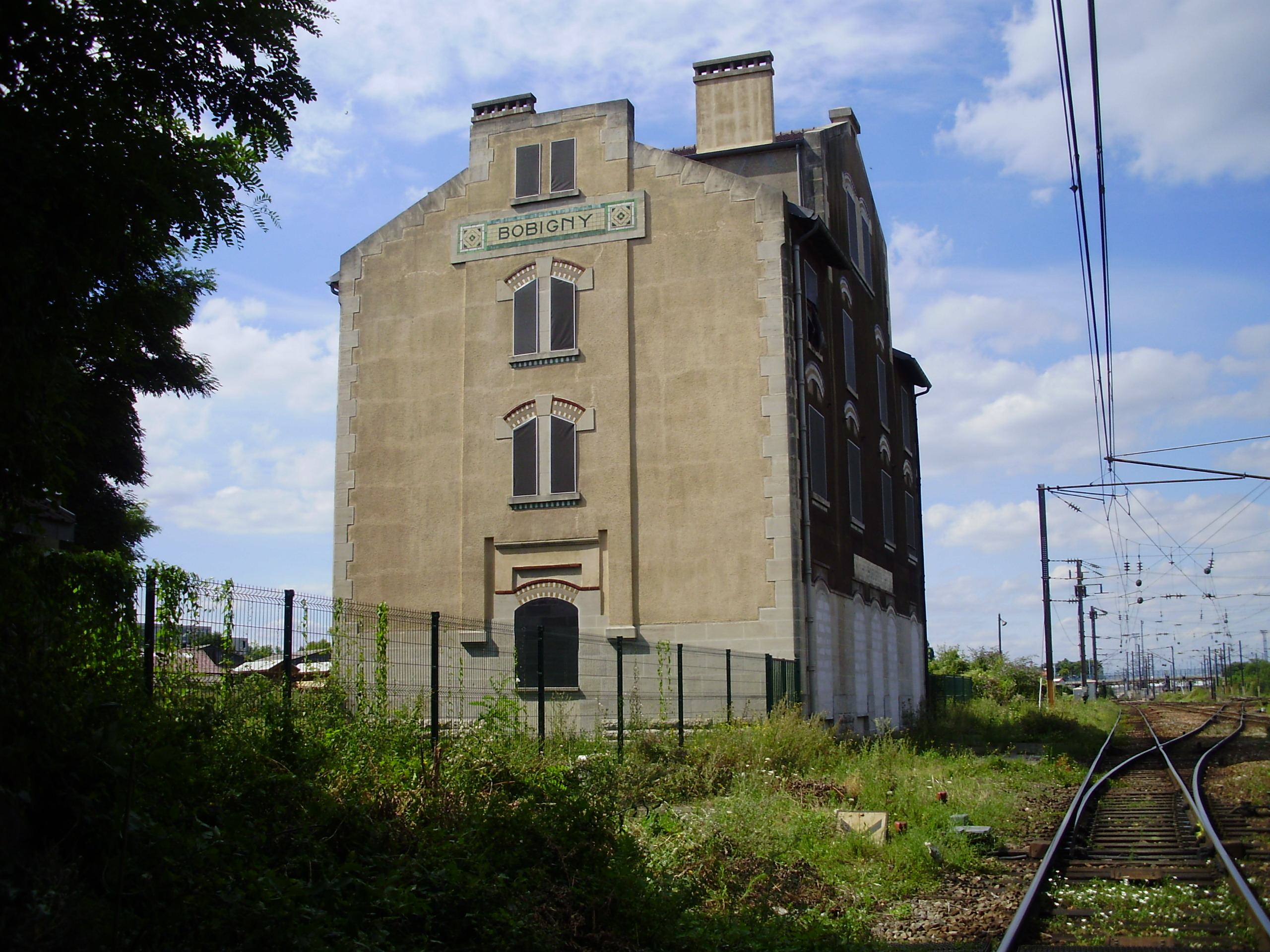
Ancienne gare de Bobigny, utilisée comme gare de déportation durant la Shoah

Pendant la Seconde Guerre mondiale, les infrastructures ferroviaires et militaires sont utilisées par l’armée allemande. Les forts de Romainville et de Noisy-le-Sec servent de camps d’internement. La gare de Bobigny devient la gare de déportation du Camp de Drancy, d’où 15 000 juifs sont envoyés en Allemagne et en Pologne. Le quai aux bestiaux de Pantin est également utilisé comme point de départ pour des convois ferroviaires vers des camps de concentration.
Les emprises ferroviaires de Noisy-le-Sec sont bombardées par les alliés en avril et juin 1944, détruisant la partie nord de la ville. 

Carte de la cité expérimentale Merlan, Noisy-le-Sec

Après-guerre, l’Ile-de-France connait une pénurie de logements, surpeuplés, vétustes ou détruits. Les efforts à mettre en œuvre pour reconstruire et moderniser le parc de logements sont considérables. Le Ministère de la Reconstruction et de l’Urbanisme permet à l’Etat de mener une politique publique volontariste en matière de logement. Il encourage les initiatives expérimentales, tant en matière d’architecture et d’urbanisme que de matériaux et procédés de construction. Sinistrée, Noisy- le-Sec accueille deux chantiers expérimentaux : une cité de maisons préfabriquées dans le quartier de Merlan et des immeubles sur la place de la Gare.
Des aides financières à l'auto-construction sont également proposées. Le mouvement des Castors, créée dans l'entre-deux-guerres, se développe et permet un apport de travail de chaque propriétaire en complément du versement financier initial. Un lotissement castor composé d’immeubles et de maisons en bande voit ainsi le jour à Bobigny. Plusieurs opérations (quartier des Ruffins, Cité Saint-Exupéry, Groupe des 3 communes, la Renardière, 194 Rue de Rosny) voient également le jour à Montreuil.
La politique de construction s’intensifie pendant les Trente Glorieuses, afin de faire face à la pression démographique. Le territoire d’Est Ensemble offre alors une importante réserve foncière : terres agricoles, anciennes carrières, domaines ou ilots insalubres sont lotis de grands ensembles. Des offices publics de l’habitat à loyer modéré et des sociétés d’économie mixte voient le jour pour mettre en œuvre cette politique à l’échelle départementale et locale. Est Ensemble accueille plusieurs grands ensembles marquants par leurs formes, leurs procédés ou leurs matériaux, aujourd’hui labellisés Architecture contemporaine remarquable : l’Abreuvoir (Émile Aillaud) et l’Etoile (Georges Candilis) à Bobigny, les Courtillières (Émile Aillaud), le Quartier de l’église (Denis Honegger) et la Résidence Victor Hugo (Fernand Pouillon) à Pantin, les Rigondes (Jean Balladur) et la cité Edouard Vaillant (AUA) à Bagnolet.
Des parcs et grands espaces verts sont également aménagés en lieu et place des carrières, des anciennes zones militaires des forts ou des friches industrielles.

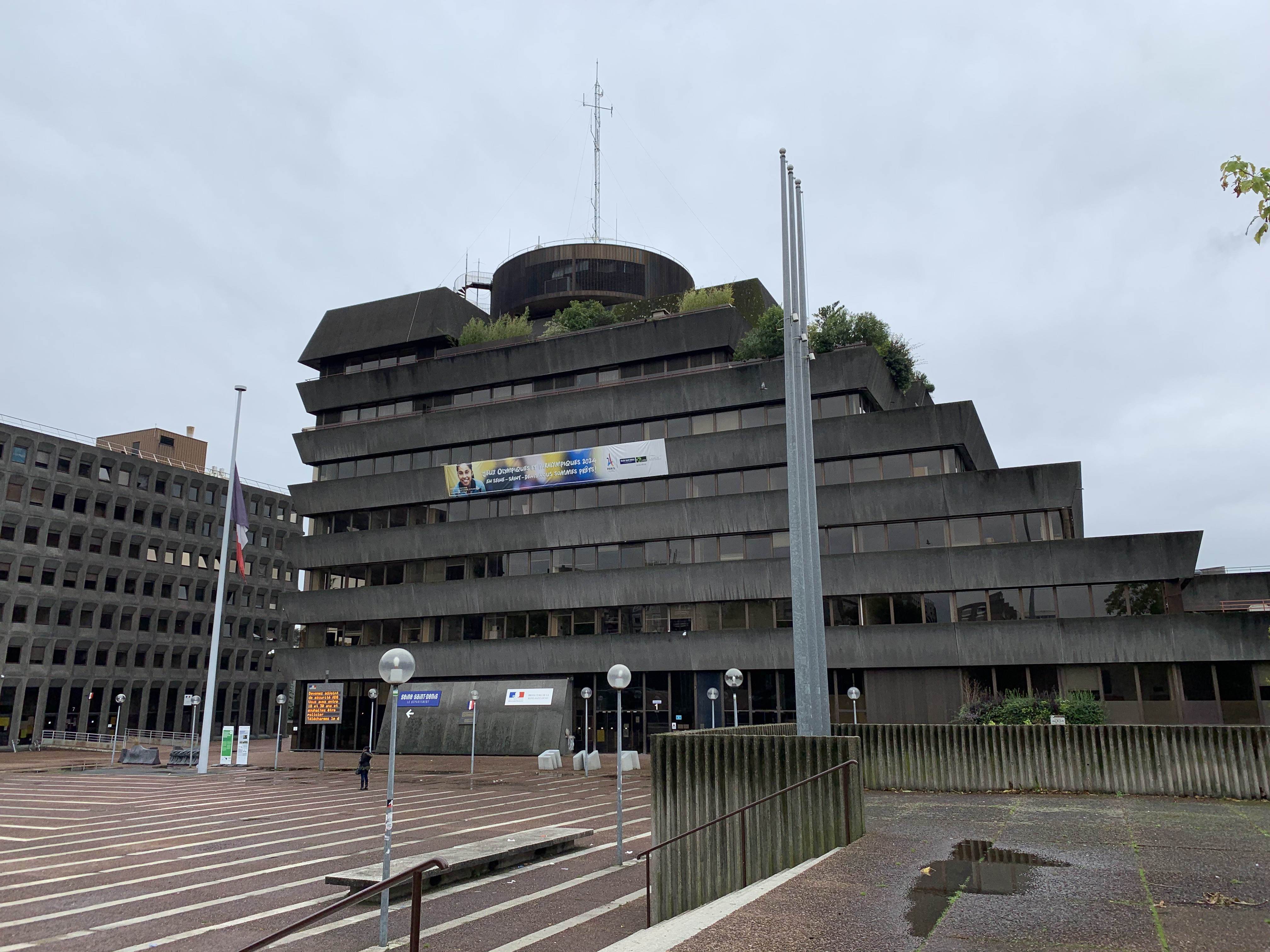
Prefecture de la Seine-Saint-Denis, Bobigny

Le département de la Seine-Saint-Denis est créé le 1er janvier 1968, à partir d’une partie de l’ancien département de la Seine et d’une autre de la Seine-et-Oise. Bobigny est choisie pour devenir la préfecture de ce nouveau département. Elle est préférée à Saint-Denis - pourtant plus grande et chef- lieu historique - en raison des opportunités foncières qu’offrait le territoire balbynien pour accueillir les nombreux bâtiments départementaux.

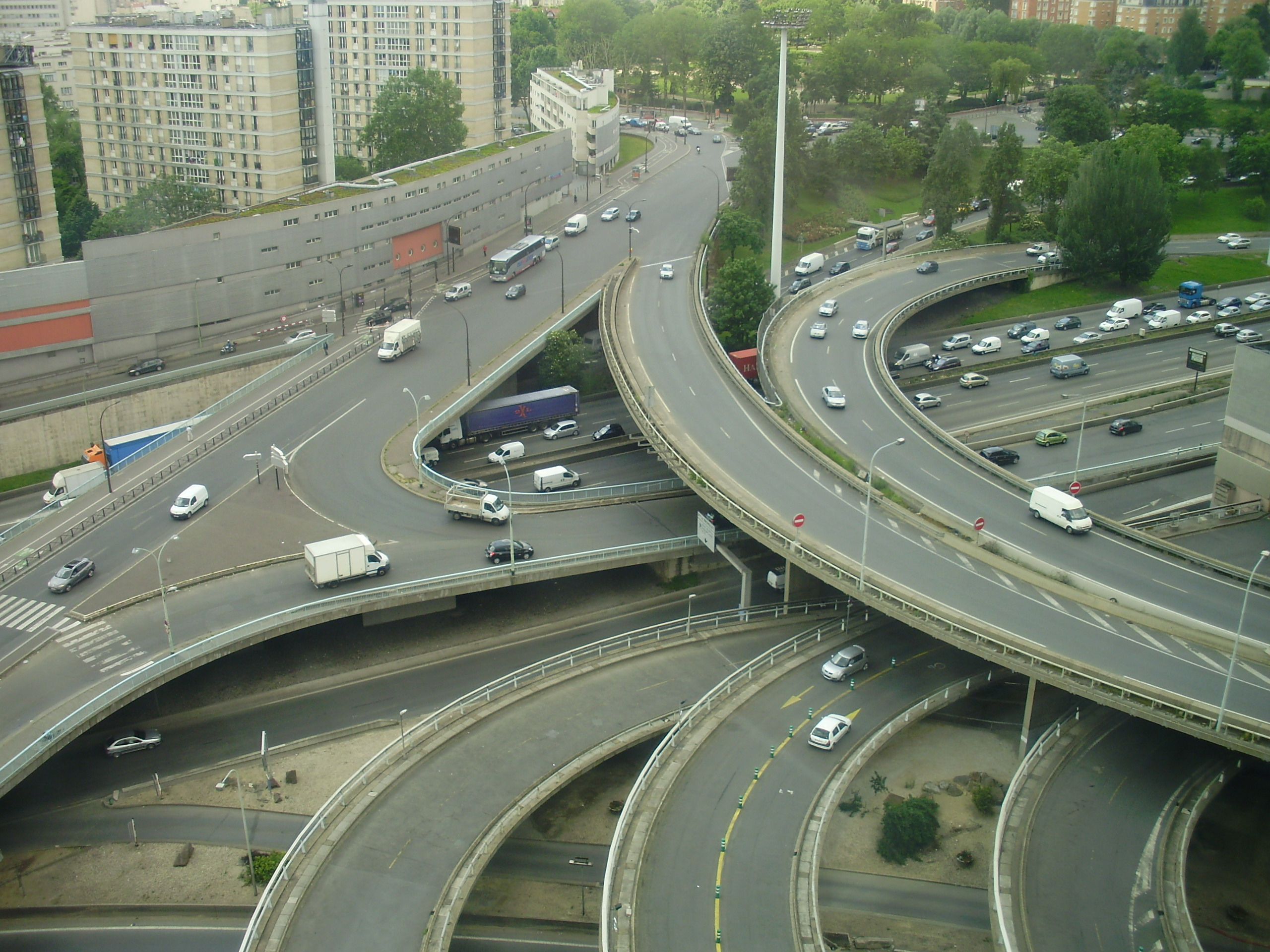
Echangeur du Bvd Périphérique et de l'autoroute A3, Porte de Bagnolet, Paris

Le territoire est également marqué par l’aménagement des grandes infrastructures routières nationales : construction du périphérique à la place de l’ancienne zone non-constructible de l’enceinte de Thiers (1956-1973), des autoroutes A3 (1964-1969), A86 (1965-1998) et A186 (1969-1979) et de l’échangeur de la porte de Bagnolet (1963-1970).
Les communes font face à une désindustrialisation massive à partir des années 1960, due au choc pétrolier de 1973 et aux délocalisations des usines plus loin en banlieue ou à l’étranger. Cette désindustrialisation laisse derrière elle de nombreuses friches industrielles et un chômage élevé. Elle est néanmoins progressivement compensée par la tertiarisation des activités. Les usines et ateliers sont détruits ou réhabilités pour laisser place à des bureaux ou des logements. Les portes de Paris et les fronts du périphérique sont retravaillés pour accueillir des immeubles de grande hauteur, accueillant bureaux, hôtels et espaces commerciaux. Les centres anciens font l’objet d’opérations de résorption des ilots insalubres : des ilots entiers d’immeubles anciens sont détruits pour laisser place à un urbanisme moderne (adaptation à l’automobile, parfois aménagement d’un urbanisme sur dalle), composé de bâtiments de grande hauteur accueillant logements, services publics, bureaux et zones commerciales. Les points névralgiques des communes accueillent des pôles de transport, croisant métro, gare routière, parkings, ou trains.
Créés en 2003, les Programmes de renouvellement urbain constituent des outils pour la transformation globale et profonde des quartiers les plus en difficulté. Ils permettent d’agir sur les logements sociaux ou privés en remplaçant les logements dégradés, en réhabilitant ou restructurant les logements et équipements anciens, en requalifiant les espaces verts et espaces publics ou  en favorisant le développement économique de proximité.
Le Programme national de rénovation urbaine (PNRU) a concerné 6 quartiers sur Est Ensemble, le Nouveau programme de renouvellement urbain (NPNRU), lancé à partir de 2014, concerne quant à lui 9 quartiers. 

Plan du Grand Paris Express, dont certaines lignes traversent Est Ensemble, 2018

Les grands travaux concernent également les transports, avec, à l’étude ou déjà en cours, le prolongement des lignes 1, 3, 9 et 11 du métro et E du RER, la création de la ligne 15, La mise en place d’une navette fluviale sur le canal de l’Ourcq, l’aménagement des tram T1 et T11 et du T ZEN 3. Ces nouvelles lignes accompagnent les projets en cours sur le territoire d'Est Ensemble.

### Collectivités voisines
L'établissement est limitrophe de :
- Paris
- l'établissement public territorial Plaine Commune, avec Aubervilliers et La Courneuve
- l'établissement public territorial Paris Terres d'Envol, avec Aulnay-sous-Bois, Le Blanc-Mesnil et Drancy
- l'établissement public territorial Grand Paris - Grand Est, avec Les Pavillons-sous-Bois, Rosny-sous-Bois et Villemomble

et, dans le Val-de-Marne, l'établissement public territorial Paris-Est-Marne et Bois, avec Fontenay-sous-Bois, Saint-Mandé et Vincennes.

## Organisation

### Siège
L'Hôtel du territoire se trouve à Romainville, au 100, avenue Gaston-Roussel. Est Ensemble a acheté en 2012 l'ancien siège social de Sanofi-Aventis et le bâtiment a été transformé pour accueillir l'administration et les instances.

### Élus
Le Conseil d'Est Ensemble, constitué de 91 conseillers lorsqu'elle était une communauté d'agglomération, et qui sureprésentait les communes les moins peuplées, en comporte désormais 80, sous le régime de l'établissement public territorial, répartis sur une base essentiellement démographique.
Les conseillers du territoire sont élus en leur sein par les conseils municipaux de chaque ville membre suivant la répartition suivante :
| Commune              | communauté d'agglomération : avant 2016 | EPT : 2016 et après |
| Bagnolet             | 9                                       | 7                   |
| Bobigny              | 10                                      | 10                  |
| Bondy                | 11                                      | 11                  |
| Le Pré-Saint-Gervais | 8                                       | 3                   |
| Les Lilas            | 8                                       | 4                   |
| Montreuil            | 17                                      | 21                  |
| Noisy-le-Sec         | 9                                       | 8                   |
| Pantin               | 11                                      | 11                  |
| Romainville          | 8                                       | 5                   |

Le 10 juillet 2020, le conseil de territoire renouvelé à la suite des élections municipales de 2020 a élu son nouveau président, Patrice Bessac, maire PCF de Montreuil,,.

### Liste des présidents successifs
| Période          | Période         | Identité      | Étiquette | Qualité |
| ---------------- | --------------- | ------------- | --------- | --- |
| 23 janvier 2010, | 16 octobre 2012 | Bertrand Kern | PS        | Avocat Maire de Pantin (2001 →) Conseiller général de Pantin-Ouest (1998 → 2015) Conseiller départemental de Pantin (2015 →) Démissionnaire |
| 16 octobre 2012, | décembre 2015   | Gérard Cosme  | PS        | Maire du Pré-Saint-Gervais (1998 → 2018) |

| Période      | Période                       | Identité       | Étiquette | Qualité                                                                                           |
| ------------ | ----------------------------- | -------------- | --------- | ------------------------------------------------------------------------------------------------- |
| janvier 2016 | juillet 2020                  | Gérard Cosme   | PS        | Maire du Pré Saint-Gervais (1998 → 2018) Président de la communauté d'agglomération (2012 → 2015) |
| juillet 2020 | En cours (au 10 juillet 2020) | Patrice Bessac | PCF       | Maire de Montreuil (2014 →)                                                                       |

### Compétences
L'établissement public territorial exerce les compétences qui lui sont assignées par la loi, et qui relèvent essentiellement de la politique de la ville, de la construction et de la gestion d'équipements culturels, socioculturels, socio-éducatifs et sportifs d'intérêt territorial, de l'assainissement et de l'eau, de la gestion des déchets ménagers et assimilé et de l'action sociale d'intérêt territorial. Il a également la charge d'élaborer un plan local d'urbanisme intercommunal (PLUI).
Il exerce également les compétences qui avaient été délégués par les communes à l'ancienne communauté d'agglomération. Il s'agissait :
- de l'aménagement de l'espace communautaire ;
- de l'équilibre social de l'habitat ;
- du développement économique ;
- de l'emploi et l'insertion ;
- de la politique de la ville ;
- des équipements sportifs et culturels ;
- de la protection et de la mise en valeur de l'environnement et du cadre de vie ;
- de l'action sociale[15].

L'EPT pourra, dans ses deux premières années d’existence, décider de restituer certaines de ces compétences aux communes afin d'unifier ses responsabilités pour l'ensemble des communes membres.

### Régime fiscal et budget
La communauté d'agglomération percevait la fiscalité professionnelle unique (ex-taxe professionnelle unique), qui permettait une péréquation des ressources fiscales à l'échelle du territoire communautaire.
L'EPT est un EPCI sans fiscalité propre, c'est-à-dire que ses ressources proviennent essentiellement d'autres collectivités.
Les ressources de l'EPT varient selon la période.
- Au cours de la première phase, qui s’étend du 1er janvier 2016 au 31 décembre 2020, les EPT perçoivent néanmoins la cotisation foncière des entreprises (CFE), l'une des composantes de la fiscalité économique des entreprises.
- À compter du 1er janvier 2021, la totalité de la contribution économique territoriale est perçue par la Métropole du Grand Paris, modifiant ainsi le financement des EPT, qui seront alors financés entièrement par une contribution des communes membres.

## Projets et réalisations
La communauté s’est donné comme priorité le développement économique, l’environnement et la cohésion sociale, et de « faire exister ce territoire dans le projet du Grand Paris », tout en sauvegardant les ressources de ses membres, grâce aux participations de l'État.
Ses premières réalisations en matière d'aménagement du territoire communautaire devraient voir le jour à partir de 2014, et concerneraient le réaménagement de la RN3, et des abords du canal de l'Ourcq ou la construction d'écoquartiers.
L'EPT a adopté en mars 2017 son programme local de l'habitat (PLH) qui prévoit d'« accroître l’offre de logements » notamment via les zones d’aménagement concerté, « fluidifier les solutions d’accès au logement et des parcours résidentiels », « développer des actions d’amélioration du parc privé ancien et lutter contre le logement indigne », « restructurer l’offre et améliorer la qualité des logements dans les quartiers politique de la ville » et « encourager la transition énergétique de l’ensemble du parc », afin de construire 2 800 logements neufs chaque année, diversifier les offres de logements sociaux, accompagner la transition énergétique dans le privé.
En septembre 2021, Est Ensemble annonce la mise en place pour six mois d'une convention citoyenne pour le climat composée de 100 habitants du territoire, tirés au sort.